# 1938年5月14日月食
1938年5月14日月食为一次在协调世界时1938年5月14日出現的月全食。該次月食半影食分為2.180、全影食分為1.101。偏食維持了107分，全食維持25分。

## 概述
這次月食的食分是15.36，偏食維持了107分，全食維持25分。

## 基本參數
- 類型：月全食
- 食甚資料：
  - 日期：1938年5月14日
  - 時間：8:44
  - 月球位置：赤經15.36度、赤緯-18.9度
  - 食分：半影食分：2.180、全影食分：1.101
  - 持續時間：偏食107分、全食25分

## 外部連結
- NASA月食專頁（页面存档备份，存于）（英文）